# Fillmore East
Il Fillmore East è stato un locale di proprietà dell'impresario rock Bill Graham situato sulla Seconda avenue, in prossimità della East 6th Street nel quartiere East Village di Manhattan a New York.
Fu inaugurato l'8 marzo 1968 e rimase aperto fino al 27 giugno 1971: in esso suonarono i principali artisti dell'epoca, spesso immortalati da registrazioni dal vivo entrate nella storia del rock come il At Fillmore East della The Allman Brothers Band, 4 Way Street del quartetto Crosby, Stills, Nash & Young o Band of Gypsys di Jimi Hendrix.
Il locale era successore del Fillmore, di proprietà sempre di Graham, aperto nel 1954 come Fillmore Auditorium nel Fillmore District a San Francisco e gemello del Fillmore West, attivo a San Francisco anch'esso tra il 1968 ed il 1971.

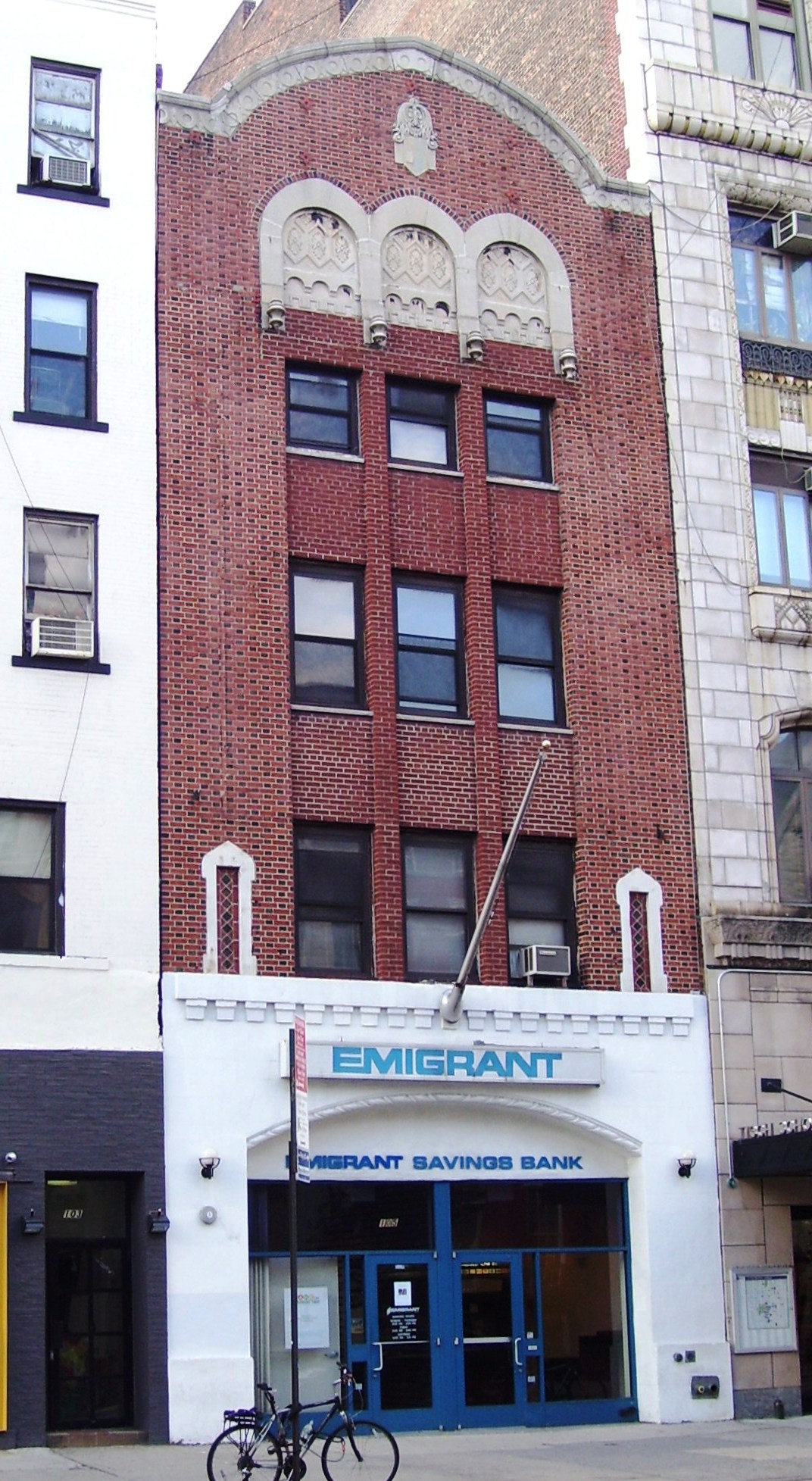
L'entrata originaria che ora ospita una banca

## Storia
L'edificio costruito attorno al 1925-26 ispirato ad uno stile medioevale in origine ospitava un teatro yiddish.
Nel 2015 una targa commemorativa è stata apposta sul muro accanto all'ingresso a cura della "Greenwich Village Society for Historic Preservation" .

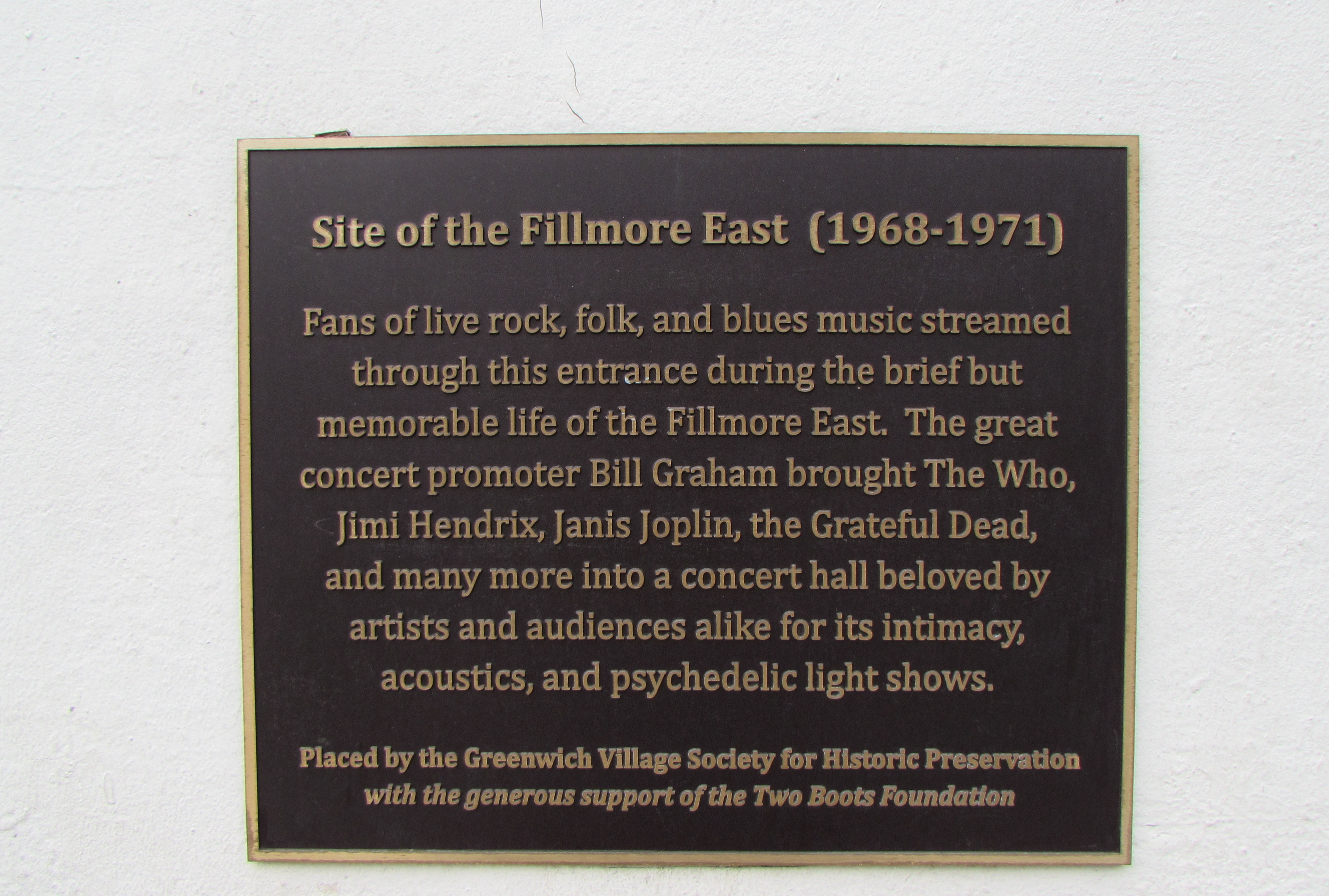
Targa commemorativa Fillmore East